# Bisanzio I
Bisanzio (fl. 1062-1094) è stato un arcivescovo cattolico italiano, arcivescovo di Trani nella seconda metà dell'undicesimo secolo.

## Biografia

### Carriera
Probabile esponente del clero locale, intorno al 1063 fu ordinato Arcivescovo di Trani, dopo la deposizione del vescovo Giovanni II in seguito al Grande Scisma. Sarebbe stato il primo arcivescovo della sede, secondo un privilegio di papa Alessandro II assegnato con un documento di dubbia autenticità del 15 maggio 1063. Le fonti sono contraddittorie su chi sia stato il primo presule di Trani a portare il titolo di arcivescovo, sui confini dell'arcidiocesi e sui privilegi concessi a Bisanzio.
È nominato come tale nell'elenco dei prelati presenti il 1º ottobre 1071 alla consacrazione della chiesa abbaziale di Montecassino da parte di Alessandro II.
A lui sarebbe attribuito il passaggio della diocesi dal rito greco al rito latino.
Non ci sono pervenuti documenti sull'attività di Bisanzio durante i pontificati di Gregorio VII e Vittore III. Secondo un documento successivo del 1162, avrebbe concesso in data ignota un privilegio alla basilica del Santo Sepolcro di Barletta.

#### Canonizzazione di Nicola il Pellegrino

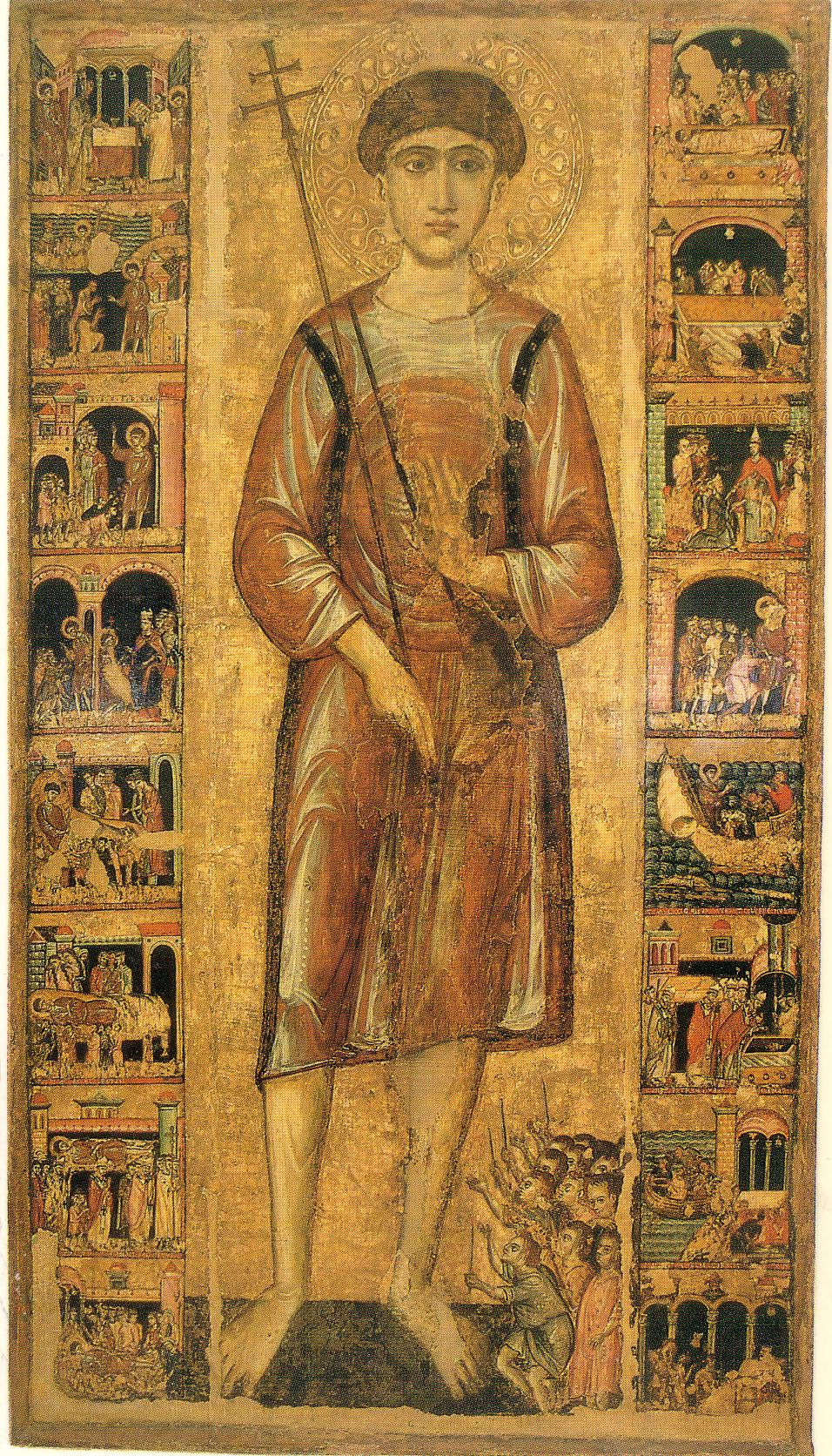
Bisanzio avrebbe contribuito alla causa di canonizzazione del futuro santo patrono della città di Trani, Nicola il Pellegrino (nell'immagine)

Il 20 maggio 1094 Bisanzio avrebbe accolto un giovane greco che sarebbe stato canonizzato come il santo Nicola Pellegrino; secondo l'agiografia, l'arcivescovo l'avrebbe in un primo momento fatto arrestare e fustigare a causa dei disordini provocati, e in seguito assolto una volta riconosciute le sue virtù, ma il racconto è simile a ciò che sarebbe successo a Nicola durante il suo precedente arrivo a Taranto.
Dopo la morte nel giugno 1094, Bisanzio riconobbe la santità del ragazzo e se ne fece promotore alle orecchie di Urbano II durante un sinodo in cui riferì di miracoli a lui attribuiti; con una lettera ai tranesi, il papa demandò a Bisanzio di definire la causa di canonizzazione.
Bisanzio avviò la costruzione della chiesa superiore della futura Cattedrale di Trani.

### Morte e successione
Non è nota una data di morte di Bisanzio; è noto un documento del successore datato febbraio 1101.